# Amtorg KM-2
Le Amtorg KM-2 était un hydravion à coque de transport soviétique de la Seconde Guerre mondiale. C'était une version améliorée du Consolidated PBY Catalina américain, probablement le plus célèbre hydravion de la Seconde Guerre mondiale. 